# گولتس سوخوندو
گولتس سوخوندو (انگلیسی: Golets Sokhondo) یکی از کوه‌های سیبری جنوبی در سرزمین زابایکالسکی ناحیه فدرالی خاور دور کشور روسیه است.